# Daniel Bedingfield
Daniel John Bedingfield (Auckland; 3 de diciembre de 1979), más conocido artísticamente como Daniel Bedingfield es un cantautor neozelandés-británico. Es el hermano de los cantantes pop Natasha Bedingfield y Nikola Rachelle. En 2003, estuvo nominado al Premio Grammy a la mejor grabación dance por "Gotta Get Thru This" y en 2004 ganó el Premio Brit en la categoría Mejor cantante británico.

## Vida personal
Bedingfield fue diagnosticado con Trastorno por déficit de atención con hiperactividad que él dijo que se ha reflejado con sus composiciones.
En el día de Año Nuevo en 2004, mientras estaba de vacaciones visitando a sus padres en Nueva Zelanda, Bedingfield estuvo a punto de perder su vida en un accidente automovilístico grave. Como resultado, quedó con lesiones graves en la cabeza y cuello. 
Su madre, Molly Bedingfield, es fundadora y CEO de Global Angels, de que Daniel es uno de los directores ejecutivos internacionales. Bedingfield también ayudó a lanzar la coalición Stop the Traffik contra la esclavitud moderna.
Bedingfield es cristiano, pero ha dicho, "Me parece que cuando la gente se entera que soy cristiano esperan que sea extremadamente religioso. No soy muy amigo de la religión aunque me apasiona cualquier cosa con Dios."

## Discografía

### Álbumes
Álbumes de estudio
- 2002: Gotta Get thru This
- 2004: Second First Impression

Extended plays
- 2012: Stop The Traffik - Secret Fear
- 2012: Rocks Off Remixes

### Sencillos
| Año                            | Título                        | Mejor posición en listas | Mejor posición en listas | Mejor posición en listas | Mejor posición en listas | Mejor posición en listas | Mejor posición en listas | Mejor posición en listas | Mejor posición en listas | Mejor posición en listas | Mejor posición en listas | Certificaciones                           |
| Año                            | Título                        | R.U.                     | AUS                      | DIN                      | FRA                      | ALE                      | IRL                      | HOL                      | NZ                       | NOR                      | EUA                      | Certificaciones                           |
| Gotta Get thru This            | Gotta Get thru This           | Gotta Get thru This      | Gotta Get thru This      | Gotta Get thru This      | Gotta Get thru This      | Gotta Get thru This      | Gotta Get thru This      | Gotta Get thru This      | Gotta Get thru This      | Gotta Get thru This      | Gotta Get thru This      | Gotta Get thru This                       |
| ------------------------------ | ----------------------------- | ------------------------ | ------------------------ | ------------------------ | ------------------------ | ------------------------ | ------------------------ | ------------------------ | ------------------------ | ------------------------ | ------------------------ | ----------------------------------------- |
| 2001                           | «Gotta Get thru This»         | 1                        | 10                       | 14                       | 49                       | 72                       | 15                       | 14                       | 12                       | —                        | 10                       | - R.U.: Platino - AUS: Oro                |
| 2002                           | «James Dean (I Wanna Know)»   | 4                        | 20                       | —                        | —                        | —                        | 36                       | —                        | 23                       | —                        | —                        |                                           |
| 2002                           | «If You're Not the One»       | 1                        | 14                       | 1                        | 18                       | 38                       | 2                        | 13                       | 2                        | 4                        | 15                       | - R.U.: Platino - AUS: Oro - NOR: Platino |
| 2003                           | «I Can't Read You»            | 6                        | —                        | —                        | —                        | —                        | 34                       | 93                       | —                        | —                        | —                        |                                           |
| 2003                           | «Never Gonna Leave Your Side» | 1                        | 30                       | 15                       | —                        | —                        | 11                       | 14                       | 13                       | 19                       | —                        |                                           |
| 2003                           | «Friday»                      | 28                       | —                        | —                        | —                        | —                        | 49                       | —                        | —                        | —                        | —                        |                                           |
| Second First Impression        |                               |                          |                          |                          |                          |                          |                          |                          |                          |                          |                          |                                           |
| 2004                           | «Nothing Hurts Like Love»     | 3                        | —                        | 7                        | —                        | —                        | 30                       | —                        | —                        | —                        | —                        |                                           |
| 2005                           | «Wrap My Words Around You»    | 12                       | —                        | —                        | —                        | —                        | 30                       | 80                       | —                        | —                        | —                        |                                           |
| 2005                           | «The Way»                     | 41                       | —                        | —                        | —                        | —                        | —                        | —                        | —                        | —                        | —                        |                                           |
| Get Wild                       |                               |                          |                          |                          |                          |                          |                          |                          |                          |                          |                          |                                           |
| 2008                           | «The One» (con Sharam)        | —                        | —                        | —                        | 27                       | —                        | —                        | 19                       | —                        | —                        | —                        |                                           |
| Stop the Traffik – Secret Fear |                               |                          |                          |                          |                          |                          |                          |                          |                          |                          |                          |                                           |
| 2012                           | «Rocks Off»                   | —                        | —                        | —                        | —                        | —                        | —                        | —                        | —                        | —                        | —                        |                                           |
| 2013                           | «Don't Write Me Off»          | —                        | —                        | —                        | —                        | —                        | —                        | —                        | —                        | —                        | —                        |                                           |

### Colaboraciones
| Año  | Canción                  | Artista             | Álbum                                |
| ---- | ------------------------ | ------------------- | ------------------------------------ |
| 2004 | «Do Ya»                  | Lionel Richie       | Just for You                         |
| 2005 | «Ain't Nobody»           | Natasha Bedingfield | I Bruise Easily                      |
| 2009 | «If Our Love Was a Song» | Scratch             | Loss 4 Wordz                         |
| 2011 | «Party Bot» (con Big B)  | Death! Death! Die!  | Ninja Flying Eagles 25th Anniversary |
| 2011 | «Everyday»               | Coolooloosh         |                                      |
| 2014 | «I Wanna Feel»           | Secondcity          |                                      |
| 2015 | «Team Ball Player Thing» | #KiwisCureBatten    | Sencillo caritativo                  |
| 2016 | «Call to Me»             | Sharam              | Retroactive                          |